# Eric Bogosian
Eric Bogosian (geboren op 24 april 1953) is een Amerikaanse acteur, toneelschrijver, soloacteur en schrijver van Armeense komaf.

## Privéleven
Bogosian, een Armeens Amerikaan, werd geboren in Woburn (Massachusetts), als zoon van Edwina, een kapster en instructeur, en Henry Bogosian, een accountant. Na af te studeren van Oberlin College, verhuisde Bogosian naar New York om een carrière in het theater te maken. Bogosian is sinds 1980 getrouwd met theaterregisseur Jo Bonney, met wie hij twee kinderen heeft.

## Carrière
Bogosians bekendste werk is Talk Radio, waar hij in speelde buiten Broadway en in de Oliver Stone-film met dezelfde naam. In 2006 ging het theaterstuk naar Broadway, wat resulteerde in Tony Award-nominaties voor het stuk en voor Liev Schreiber, die er in speelde. Voor de originele theaterversie was Bogosian genomineerd voor de Pulitzer Prize; voor de film, ontving hij een Zilveren Beer op het Internationaal filmfestival van Berlijn.
Vroeg in zijn carrière begon Bogosian te werken met Richard Foreman en The Wooster Group in een theoretische poging om klassieke vormen af te breken en te beginnen vanaf nul. Als uitleg voor deze aanpak zei Bogosian: "You’ve got to look at what’s really happening instead of what you think is happening. What’s really happening when you walk into the door of a theater is everything that’s happening around you, the people sitting in the audience, and what you’re picking up off the stage… You have to acknowledge that, or at least understand what the conceit is."
Wat vertaald naar Nederlands is: "Je moet kijken naar wat er echt aan de hand is en niet naar wat je denkt dat er aan de hand is. Wat er echt gebeurt wanneer je door de deur van het theater komt, is alles wat er gebeurt om je heen, de mensen in het publiek, en wat je opvangt van het podium... Je moet dat erkennen of in ieder geval begrijpen wat de verbeelding is."
Zijn theaterstuk, subUrbia werd geproduceerd door Lincoln Center in 1994, aangepast voor het witte doek door Richard Linklater, en weer tot leven gebracht buiten Broadway met een geüpdatet script in 2006. Zijn stuk 1+1 werd geproduceerd door New York Stage & Film in 2008.
Bogosian is bekend door de zes off-Broadway-solo's die hij geschreven had voor zichzelf tussen 1980 en 2000. Voor deze stukken kreeg hij drie Obie Awards en tevens de Drama Desk Award. De solo's, o.a. Sex, Drugs, Rock & Roll en Pounding Nails in the Floor with Forehead, worden geproduceerd over de hele wereld en zijn een hoofdstroom geworden binnen de Amerikaanse theaterrepertoire.
Hij is de auteur van drie romans en een novelle. Perforated Heart werd gepubliceerd in de lente van 2009 door Simon & Schuster. Een verfilming van zijn eerste roman, Mall, verscheen in 2014 onder dezelfde titel.
Bogosian speelde in Stephen Adly Guirgis’ The Last Days of Judas Iscariot, geregisseerd door Philip Seymour Hoffman in het LAByrinth Theater. Op Broadway speelde hij de rol van Richard in Time Stands Still. Op het witte doek speelde Bogosian in films door Paul Schrader, Woody Allen, Oliver Stone, Robert Altman, Taylor Hackford, Atom Egoyan en Mike Judge. Andere films zijn o.a. de actie-avontuurfilm Under Siege II en het op feiten gebaseerde drama Wonderland.
Op televisie speelde hij de rol van Captain Danny Ross in de langlopende serie, Law & Order: Criminal Intent, van 2006 tot 2010. Bogosians karakter is vermoord terwijl hij undercover was in het begin van de eerste helft van de tweedelige première van seizoen negen.
In 2010 speelde hij (met Laura Linney, Brian Darcy James, Alicia Silverstone en Christina Ricci) in Donald Margulies' toneelstuk Time Stands Still op Broadway in de Manhattan Theater Club en in de herfst in het Cort Theater.

## Als acteur
- Born In Flames (1983)
- Talk Radio (1988)
- Suffering Bastards (1989)
- Sex, Drugs, and Rock & Roll (1990)
- Last Flight Out (1990)
- The Larry Sanders Show (1993) seizoen 2, aflevering 10
- Witch Hunt HBO (1994)
- Under Siege 2: Dark Territory (1995)
- Arabian Knight (1995) (stem) (Miramax-versie)
- Dolores Claiborne (1995)
- Beavis and Butt-head Do America (1996) (stem)
- Deconstructing Harry (1997)
- A Bright Shining Lie (1998) (film)
- Gossip (2000)
- In The Weeds (2000)
- Wake Up and Smell the Coffee (2001)
- Igby Goes Down (2001)
- Ararat (2002)
- Scrubs: Seizoen 2 (2003)
- Wonderland (2003)
- King of the Corner (2004)
- Heights (2004)
- Blade: Trinity (2004)
- Love Monkey tv-serie (2006)
- Law & Order: Criminal Intent tv-serie (2006–2010)
- Succession tv-serie (2018-2019)
- Interview with the Vampire tv-serie (2022-huidig)

## Als schrijver
- Men in Dark Times
- Scenes from the New World
- Sheer Heaven (1980)
- Men Inside (1981)
- The New World (1981)
- FunHouse (1983)
- Drinking in America (1986) (winnaar van de Drama Desk Award for Outstanding One-Person Show)
- Talk Radio (1987) (ook filmversie 1988)
- Sex, Drugs, Rock & Roll (1990)
- Notes from the Underground (1993)
- Pounding Nails in the Floor with My Forehead (1994)
- subUrbia (1994) (ook filmversie 1996)
- Griller (1998)
- Mall (2000)
- Wake Up and Smell the Coffee (2000)
- Humpty Dumpty (2004)
- Non-profit Benefit
- Red Angel
- Wasted Beauty (2005)
- Perforated Heart (roman) (2009)
- "Love's Fire" - toneel stuk van een akte 'General of Hot Desire'